# Kiss! Kiss! Kiss!
«Kiss! Kiss! Kiss!» es el tercer sencillo de la unit de Hello! Project, Buono!. "Kiss! Kiss! Kiss!" fue usada para el tercer ending del anime Shugo Chara!.
"Kiss! Kiss! Kiss!" fue lanzado el 14 de mayo de 2008 en Japón bajo la discográfica Pony Canyon. Se lanzó en dos ediciones diferentes: Regular y Limitada. La edición limitada incluía un DVD adicional. La primera impresión de la edición normal y limitada del sencillo venía con un photocard.
La edición Single V fue lanzada el 18 de junio de 2008.

## Créditos
- Kiss! Kiss! Kiss!
  - Letra: Iwasato Yuuho
  - Composición: Shinjiroh Inoue
  - Arreglos: Nishikawa Susumu

- Minna Daisuki
  - Letra: C.Piece
  - Composición: AKIRASTAR
  - Arreglos: Abe Jun

## Lista de canciones

### CD
1. «Kiss! Kiss! Kiss!»
2. «Minna Daisuki» (みんなだいすき?)
3. «Kiss! Kiss! Kiss!» (Instrumental)
4. «Minna Daisuki» (みんなだいすき?) (Instrumental)

### DVD (edición limitada)
1. «Kiss! Kiss! Kiss!» Making of Part. 1 (PV・ジャケット撮影メイキング　Part.1?)

### Single V
1. «Kiss! Kiss! Kiss!» (Music Clip)
2. «Kiss! Kiss! Kiss!» (Close Up Version)
3. «Kiss! Kiss! Kiss!» (Dance Shot Version)
4. «Kiss! Kiss! Kiss!» (Band Version)
5. «Kiss! Kiss! Kiss!» Making of Part. 2 (PV・ジャケット撮影メイキング　Part.2?)

## Actuaciones en televisión
- 15 de mayo de 2008: MUSIC JAPAN
- 16 de mayo de 2008: Music Fighter

## Actuaciones en conciertos
- Hello! Project 2008 Summer Wonderful Hearts Kouen ~Hishochi de Date Itashima SHOW~

## Puestos y ventas enOricon

### Sencillo
| Lunes | Martes | Miércoles | Jueves | Viernes | Sábado | Domingo | Ranking/Puesto semanal | Ventas |
| ----- | ------ | --------- | ------ | ------- | ------ | ------- | ---------------------- | ------ |
| –     | 2      | 5         | 5      | 6       | 8      | 8       | 4                      | 29 305 |
| 7     | 49     | 45        | 41     | 34      | 31     | 28      | 33                     | 3706   |
| 40    | –      | –         | –      | –       | 44     | 49      | 59                     | 1592   |
| –     | –      | –         | –      | –       | –      | –       | 101                    | 904    |
| –     | –      | –         | –      | –       | –      | –       | 116                    | 689    |
| –     | –      | –         | –      | –       | –      | –       | 135                    | 479    |

Ventas totales: 36 675[cita requerida]

### Single V
| Lunes | Martes | Miércoles | Jueves | Viernes | Sábado | Domingo | Ranking/Puesto semanal | Ventas |
| ----- | ------ | --------- | ------ | ------- | ------ | ------- | ---------------------- | ------ |
| –     | 6      | 9         | 7      | 10      | 11     | 12      | 8                      | 4828   |
| 10    | –      | 19        | –      | –       | –      | –       | 22                     | 1216   |
| –     | –      | –         | –      | –       | –      | –       | 46                     | 401    |

Ventas totales: 6445[cita requerida]